# Rensuke Isogai
Pour les articles homonymes, voir Isogai.
Rensuke Isogai (磯谷 廉介, Isogai Rensuke) (3 septembre 1886 - 6 juin 1967) est un général de l'armée impériale japonaise qui fut gouverneur de Hong Kong du 20 février 1942 au 24 décembre 1944. Après la guerre, il est emprisonné en Chine jusqu'en 1952 avant de pouvoir rentrer au Japon.

## Biographie
Né dans la préfecture de Hyōgo, Isogai sort diplômé de la 16e promotion de l'académie de l'armée impériale japonaise en 1904. Les futurs généraux Seishirō Itagaki et Kenji Doihara font partie de ses camarades de classe. Il sort ensuite diplômé de la 27e promotion de l'école militaire impériale du Japon où il est connu pour son grand intérêt de tout ce qui vient de la Chine.
En 1928, Isogai est affecté à la 3e division. Il commande le 7e régiment d'infanterie de 1928 à 1930 puis devient chef d'État-major de la 1re division en 1930.
De 1931 à 1937, il sert à divers postes à l'État-major de l'armée impériale japonaise, cependant, au début de la seconde guerre sino-japonaise en 1937, il se porte volontaire pour devenir attaché militaire en Chine. Il ne conserve ce poste qu'un bref moment car il est vite affecté au front comme commandant-en-chef de la 10e division en Chine et participe à l'opération de la voie ferrée Tianjin-Pukou et à la bataille de Taierzhuang. 
En 1938, Isogai est transféré au Mandchoukouo comme chef d'État-major de l'armée japonaise du Guandong peu après la désastreuse bataille de Khalkhin Gol. Il est rappelé au Japon et forcé de se retirer en 1939.

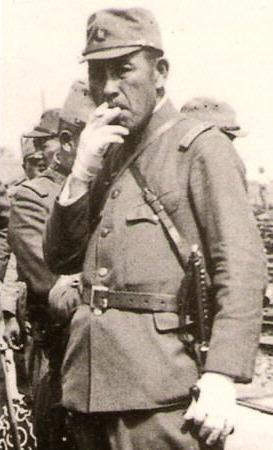
Rensuke Isogai alors gouverneur de Hong Kong.

Au début de la guerre du Pacifique, Isogai est rappelé au service actif en 1942. Il est nommé gouverneur-général de Hong Kong le 20 février 1942 sur les recommandations du Premier ministre Hideki Tōjō, son ancien officier supérieur dans l'armée du Guandong. 
Durant le mandat d'Isogai, la loi martiale est imposée à Hong Kong. Il installe son quartier-général à l'hôtel Peninsula à Kowloon. Bien qu'Isogai arrive après les atrocités commises par les troupes japonaises sur les civils durant la conquête de la colonie britannique, ses forces (pour la plupart) sont plus disciplinées que les autres forces japonaises de Chine continentale et les Hongkongais souffrent surtout des pénuries de nourriture. La création du yen militaire japonais et l'inflation qui s'ensuit provoquent un sévère ébranlement de l'économie locale, dont les premières victimes sont les habitants. Les transports et services publics ne peuvent plus fonctionner en raison du rationnement de carburant et les raids aériens américains tuent des centaines de personnes, et en laissent encore plus sans toit.
Bien qu'Isogai est particulièrement haï par les anciennes générations de Hong Kong, il a cependant permis l'introduction d'un élément important dans la vie de Hong Kong : la course hippique du dimanche. Celle-ci est aujourd'hui un élément important de la culture hongkongaise avec des centaines de participants. De plus, Isogai est également responsable de l'ajout d'éléments architecturaux japonais à la façade de l'hôtel du gouvernement de Hong Kong.
Isogai se retire de son poste le 24 décembre 1944 et retourne au Japon. À la fin de la guerre, il est arrêté par les autorités d’occupation américaines et extradé à Nankin en Chine pour y être jugé pour crimes de guerre commis durant l'occupation de Hong Kong. Il est condamné à la prison à perpétuité mais est libéré en 1952 et autorisé à rentrer au Japon. Il meurt en 1967.